# Kyrás Vrýsi
Kyrás Vrýsi (en grec moderne : Κυράς Βρύση) est un village du Péloponnèse, en Grèce, appartenant au dème de Loutráki-Ágii Theódori. Selon le recensement de 2011, sa population était de 1 128 habitants.